# Gurka (kortspel)
Gurka är ett kortspel som går ut på att inte sitta med det högsta kortet när alla spelare bara har ett kort kvar på handen. Spelet är mycket likt krypkille, men en viktig skillnad är att krypkille spelas med den speciella killeleken, medan man i gurka spelar med en vanlig, det vill säga fransk-engelsk kortlek. 
Antalet kort som delas ut i given är vanligtvis 6 per spelare, varefter vidtar spel om stick.  Varje spelare måste då om möjligt lägga ett högre kort än det närmast föregående eller ett lika högt kort (färgerna har ingen betydelse i gurka). Kan man inte det, är man tvungen att lägga sitt lägsta kort. 
Den eller de spelare som har det högsta kortet på slutet straffas med minuspoäng; ju högre valör på kortet desto fler minuspoäng.